# Firth of Clyde
Le Firth of Clyde (en gaélique écossais : Linne Chluaidh) constitue une vaste étendue d'eau côtière du Royaume-Uni, abritée de l'océan Atlantique par la péninsule de Kintyre, qui renferme le firth extérieur d'Argyll et Ayrshire en Écosse. Sa partie supérieure inclut une vaste surface à la jonction du Loch Long et du Gare Loch. Elle est séparée de l'estuaire de la Clyde par un banc de sable, bien que la Clyde soit encore large à cet endroit et que sa plus haute limite de marée soit dans le centre de la ville de Glasgow. La vaste zone de mouillage de Greenock est connue sous le nom de Tail of the Bank, en référence à ce banc de sable.

## Toponymie
La distinction entre le Firth of Clyde et la Clyde reste vague. Les habitants se réfèrent parfois à Dumbarton comme marquant cette limite alors que la population de Port Glasgow et Greenock appelle fréquemment la partie nord du Firth the river, « la rivière ».

## Géographie

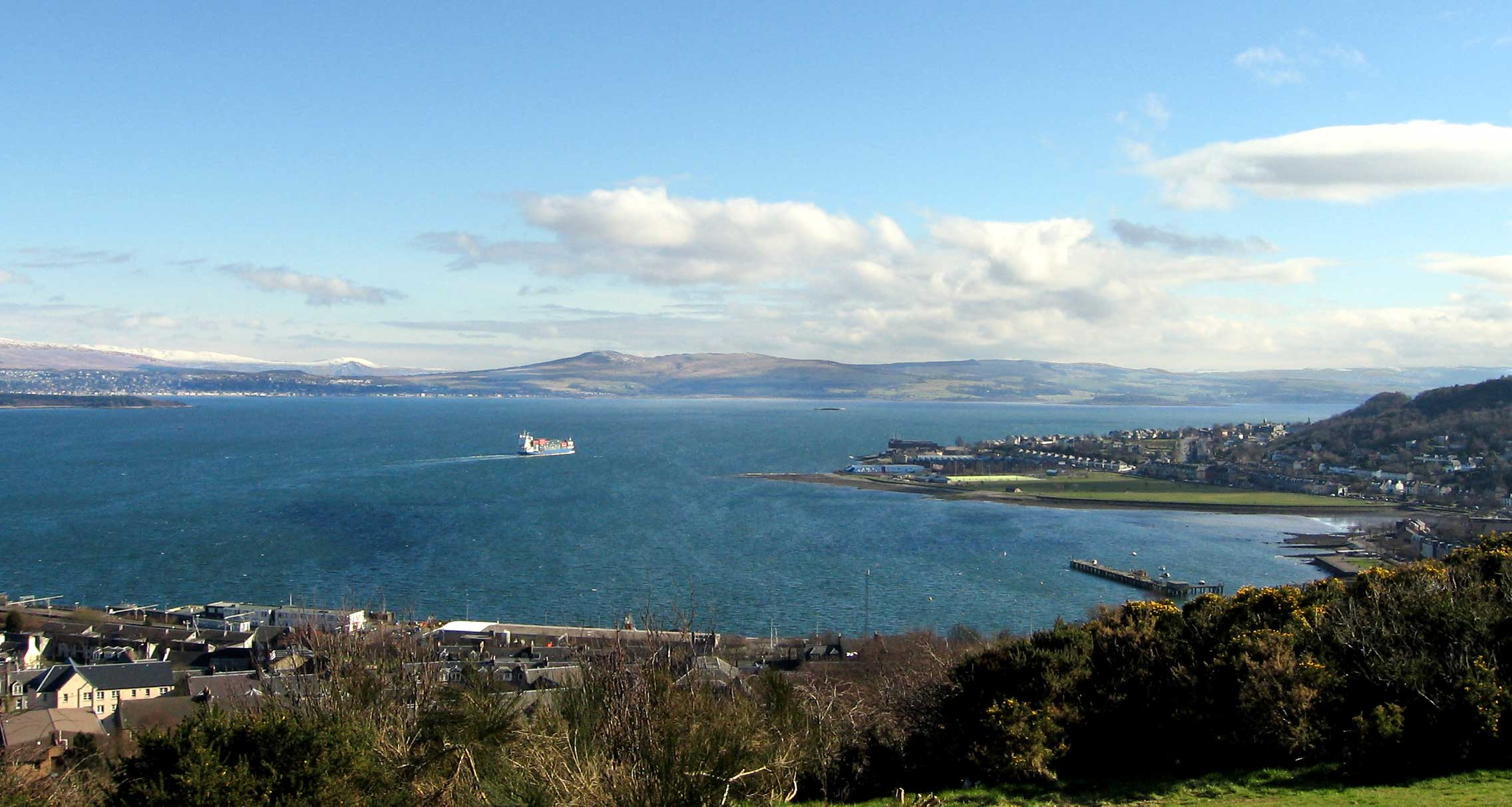
Le Firth of Clyde parcouru par un porte-conteneurs vu depuis Gourock.

Le Firth of Clyde baigne de nombreuses îles et péninsules. Les îles les plus grandes du Firth of Clyde sont Arran, Bute ou encore Great Cumbrae. De nombreuses autres petites îles, certaines inhabitées, se trouvent dans le firth. De nombreux lochs sont reliés au firth.
Le Firth of Clyde est parcouru par douze itinéraires de ferries, les reliant entre elles et à l'île de Grande-Bretagne. La majorité de ces transports sont assurés par la société Caledonian MacBrayne et beaucoup de ceux-ci sont vitaux pour les habitants vivant dans ces contrées isolées.

### Villes et villages du littoral
- Ardrossan, Ayr
- Brodick
- Cardross, Clydebank
- Dumbarton, Dunoon
- Fairlie, Faslane
- Gareloch, Glasgow, Gourock, Greenock
- Helensburgh
- Innellan, Irvine
- Kilcreggan
- Largs
- Port Bannatyne, Port Glasgow, Prestwick
- Renfrew, Rhu, Rothesay
- Saltcoats, Skelmorlie
- Troon
- Wemyss Bay, West Kilbride